# Ranstädter Steinweg
Der Ranstädter Steinweg ist eine Hauptverkehrsstraße in Leipzig.
Als Teil der Bundesstraße 87 ist die Straße in beide Fahrtrichtungen zweispurig ausgebaut. Sie hat ein separates Gleisbett, auf dem die Linien 3, 4, 7 und 15 der Leipziger Straßenbahn verkehren. Auf beiden Seiten befindet sich ein Fahrrad- oder ein kombinierter Fuß- und Radweg.

## Geschichte

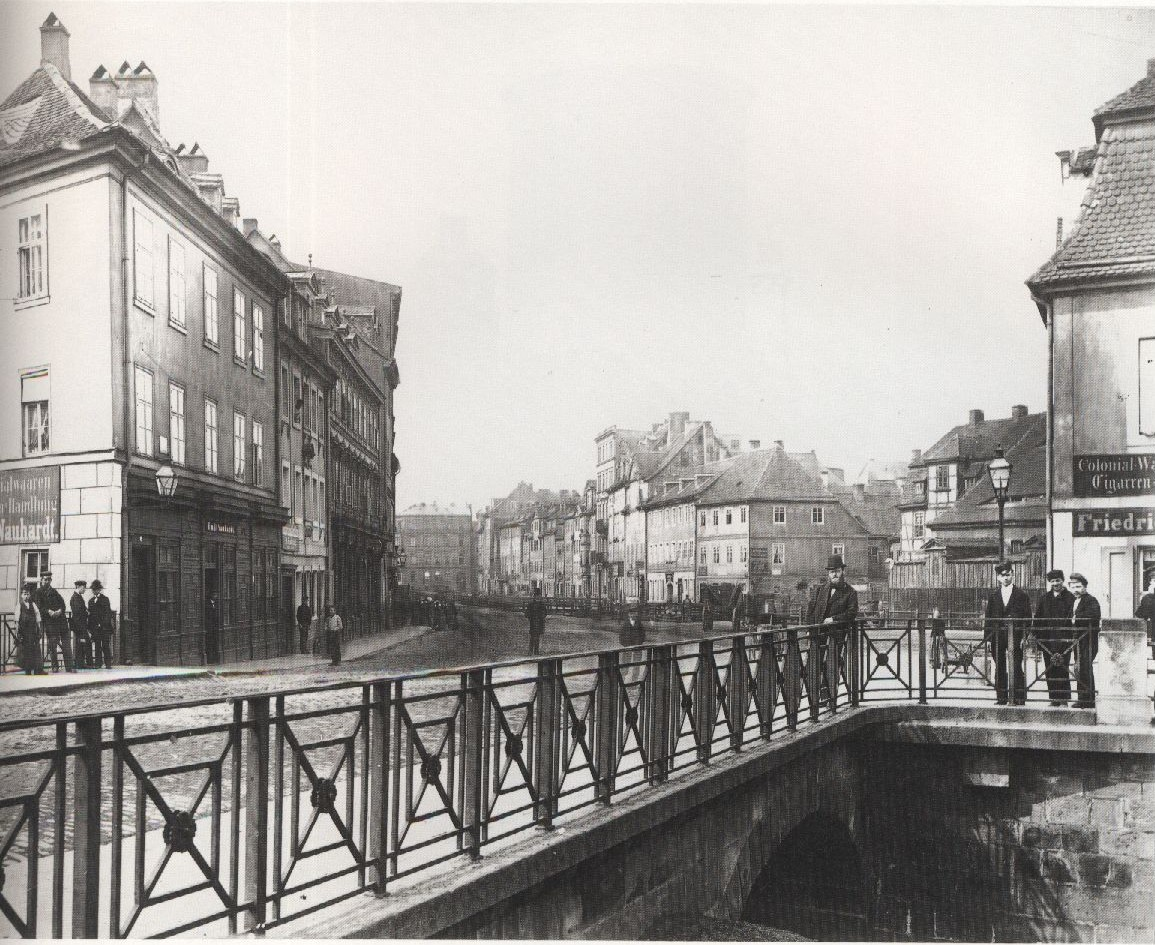
Der Ranstädter Steinweg vor 1881, Blick Richtung Westen

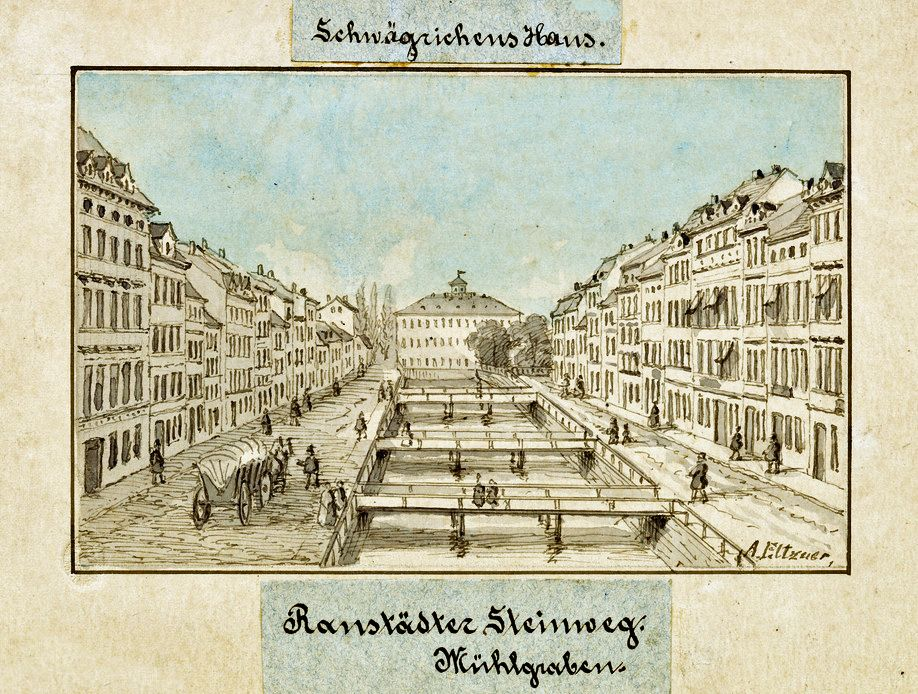
Schwägrichens Haus am Ranstädter Steinweg mit dem Mühlgraben, Zeichnung von Adolf Eltzner (um 1860)

Der 452 Meter lange Ranstädter Steinweg folgt dem historischen Verlauf der Via Regia, einer alten West-Ost-Handelsstraße, die in Leipzig die Via Imperii kreuzte. An seinem östlichen Ende befand sich das Ranstädter Tor als westliches Stadttor an der Straße nach Ranstädt (heute Altranstädt). Außerhalb der Stadtmauer entstand auf der südlichen Seite des Ranstädter Steinwegs neben der Jacobskirche die Jacobsparochie, auf der nördlichen Seite die Mühlgrabensiedlung, von der mehrere Stege über den entlang der Straße verlaufenden Elstermühlgraben zum Steinweg führten. Beide Siedlungen wurden später als Ranstädter Vorstadt bezeichnet, innerhalb Leipzig hieß das angrenzende Viertel das Ransche Viertel. Am Ende des Ranstädter Steinwegs lag ein von einem Turme gekröntes, palastähnliches, dreigeschossiges Gebäude, das Schwägrichens Haus genannt wurde. Es war nach der Völkerschlacht 1813 auf einem demolierten Grundstück der barocken Gartenanlage von Weidmanns Garten entstanden. Der an das Haus angrenzende Teil der Gartenanlage wurde Schwägrichens Garten genannt.
Der Name Steinweg bezeichnet im Gegensatz zu den meisten anderen Straßen und Gassen Leipzigs eine Straße mit Steinpflaster. Zunächst existierten mit dem Ranstädter Steinweg, dem Peterssteinweg, dem Grimmaischen Steinweg und dem Hallischen Steinweg vier solche steingepflasterte Ausfallstraßen.
Der Ranstädter Steinweg war von 1839 bis 2006 Teil einer mehrfach umbenannten Straße: Frankfurter Straße (1839), Straße der III. Weltfestspiele (1951), Friedrich-Ludwig-Jahn-Allee (1956) und zuletzt Jahnallee (1992). 2005 beschloss die Leipziger Ratsversammlung die Rückbenennung in Ranstädter Steinweg, die am 15. Mai 2006 wirksam wurde.

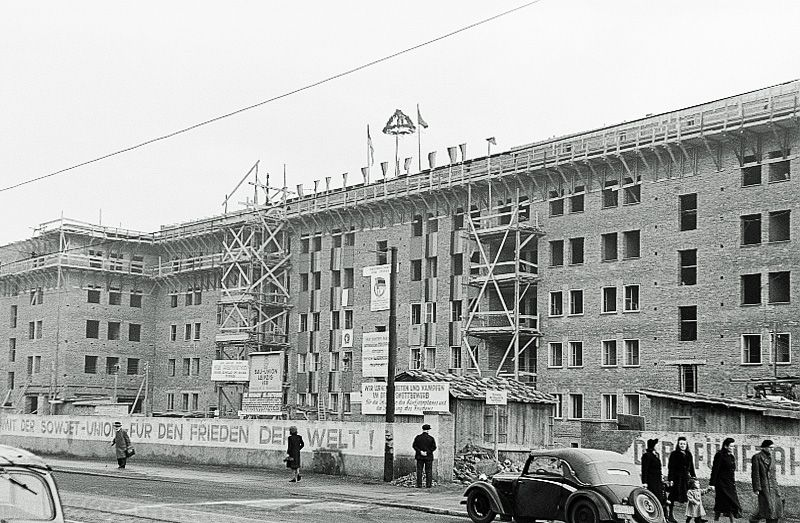
Ansicht der Rohbauten (1951)

Die Wohnhäuser von 1950/1951 an der damaligen Straße der III. Weltfestspiele gehören zu den ersten Wohnungsneubauten nach dem Zweiten Weltkrieg.
Am westlichen Ende der Straße stand von 1850 bis 2005 das spätklassizistische Wohnhaus Kleine Funkenburg, es wurde aufgrund der Lage nahe dem etwas weiter stadtauswärts gelegenen Vorwerk Funkenburg so genannt. Es war das letzte aus der Zeit vor dem Zweiten Weltkrieg erhaltene Gebäude auf der südlichen Seite und markierte vormals den Endpunkt der Ranstädter Vorstadt vor der Brücke über den Elstermühlgraben. Es wurde trotz zahlreicher Proteste im Jahr 2005 abgerissen, um die Fertigstellung des Umbaus des Ranstädter Steinwegs bis zur Fußballweltmeisterschaft 2006 nicht zu gefährden. Dabei wurde auch ein kleiner Platz angelegt, auf dem sich das restaurierte Brückensprengungsdenkmal (ursprünglich 1863 errichtet) befindet.
Die mit der Offenlegung des Elstermühlgrabens neu entstandenen Brücken erhielten die Namen Angermühlbrücke, Lautensteg, Carusbrücke und Fischersteg.

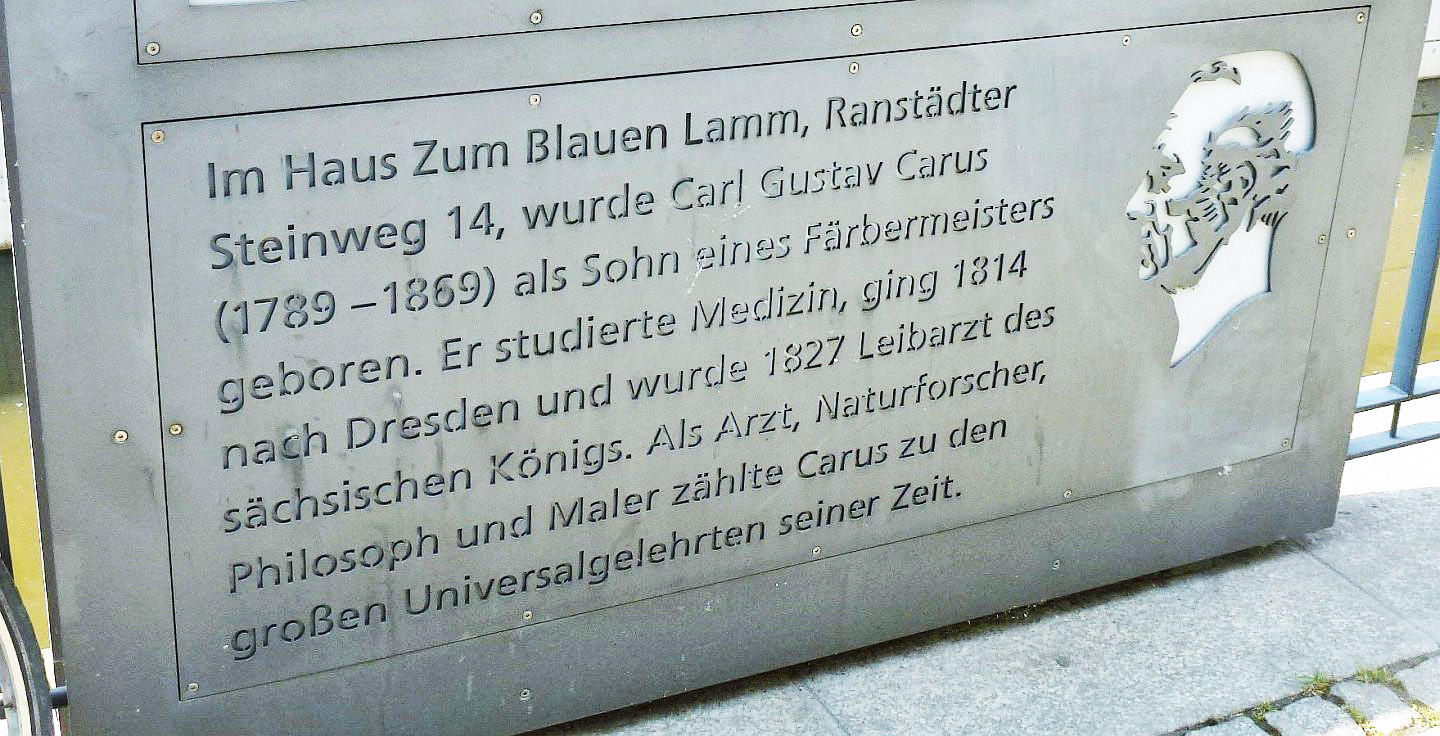
Gedenktafel für Carl Gustav Carus (2016)

Der Arzt und Universalgelehrte Carl Gustav Carus wurde 1789 im Ranstädter Steinweg geboren, eine Gedenktafel am Elstermühlgraben erinnert an ihn.
Von 1827 bis 1828 wohnte Kapellmeister Heinrich Marschner im Gasthaus Zur goldenen Laute und vollendete daselbst seine Oper Der Vampyr, mit der er seinen Durchbruch als Opernkomponist schaffte. Das Gasthaus ist nicht erhalten, es stand etwas westlich der Einmündung der Jacobstraße; eine Gedenktafel weist auf das Haus und den Komponisten; auch der Lautensteg hat seinen Namen von dem ehemaligen Gasthaus.